# كارل باسي
كارل باسي (بالإنجليزية: Carl Bussey)‏ هو لاعب كرة قدم أمريكي، ولد في 11 أكتوبر 1978 في بلينو في الولايات المتحدة. شارك مع منتخب الولايات المتحدة تحت 17 سنة لكرة القدم. أما مع النوادي، فقد لعب مع فيرجينيا بيتش مارينرز ونادي دالاس.

## وصلات خارجية
- كارل باسي على موقع الاتحاد الدولي (مؤرشف)  (الإنجليزية)
- كارل باسي على موقع الدوري الأمريكي (الإنجليزية)
- كارل باسي على موقع قاعدة بيانات كرة القدم.إي يو (الإنجليزية)